# 馬德新
馬德新（1794年—1874年），字復初，回族，雲南太和（今大理）人，中國伊斯蘭學者，精通阿拉伯語及波斯語。

## 生平

### 麥加朝覲
馬德新於1841年前往麥加朝覲，路線迂迴；海路適値鴉片戰爭受阻，馬德新只好與一群穆斯林商人取道陸路。他穿過西雙版納，來到緬甸，然後從曼德勒，經由伊洛瓦底江前往仰光。他們一夥人在仰光搭乘輪船，直達阿拉伯半島。完成朝覲活動後，馬德新在中東停留了八年；他先是前往開羅，到艾資哈爾大學學習，並在鄂圖曼帝國境內到處旅行，遊歷蘇伊士、亞歷山卓、耶路撒冷、伊斯坦堡、賽普勒斯以及羅得島等地。

### 返回中國
馬德新才一返國，就捲入了杜文秀起義。杜文秀起義爆發於1856年，是穆斯林發起的較大的革命運動，由杜文秀領導；雖然馬德新不認同杜文秀的革命路線，他還是鼓勵他的追隨者加入這場反叛活動；後來他試圖在政府軍與叛軍間扮演和事老的角色，但政府仍視他為叛亂份子；他於叛亂爆發兩年後遭當局處決。

## 著作
馬德新首度將《古蘭經》譯成漢語，並用阿拉伯語和波斯語寫了許多有關伊斯蘭教的書籍。他最有名的主題是將伊斯蘭教與儒家思想作比較，試圖找出共同的理論與神學基礎，融合彼此。馬德新的著作多為阿拉伯語，由其門生譯成的漢語版本被雲南穆斯林稱為「漢經」。此時，他強烈譴責佛教與道教的元素污染了中國的伊斯蘭教。他被視為一位正統的伊斯蘭思想家，但他的著作有明顯的蘇菲派神秘主義風格。他共撰寫了超過三十本的著作，大部分可歸類為五大類：
- 法理學與哲學：《四典要會》、《大化總歸》、《道行究竟》、《理學折衷》、《性命宗旨》、《禮法啟愛》、《據理質證》。
- 伊斯蘭曆法與歷史：《寰宇述要》、《天方歷源》。
- 中國其他穆斯林作品的緒論與分析，如馬注、劉智等人：《真詮要錄》、《指南要言》、《天方性理注釋》。
- 《古蘭經》翻譯：《古蘭經》的前五卷，是中國最早的《古蘭經》漢譯本。
- 阿拉伯語法：《納哈五》、《賽爾夫》、《阿瓦米勒》。
- 其他：《朝覲途記》，原文以阿拉伯語撰寫，後由門生馬安禮譯為漢語[5]。

## 參照
- 中國伊斯蘭教
- 劉智
- 馬堅

## 外部連結
- 《馬復初遺著選》序言[永久]-共五頁
- 近代最早出洋的科學家——回族學者馬復初